# Lukáš Červ
Lukáš Červ (* 10. April 2001 in Prag) ist ein tschechischer Fußballspieler.

## Karriere

### Verein
Nachdem Červ in seiner Jugend für den SC Xaverov Horní Počernice, den FK Viktoria Žižkov, Slavia Prag sowie Meteor Prag gespielt hatte, kehrte er 2017 zu Slavia zurück und ging dort von der U19 im Sommer 2019 in deren B-Mannschaft über. Im nächsten Sommer stieß er in den Kader der ersten Mannschaft vor und wurde hier am 5. Juli 2020 bei einem Spiel der laufenden Meisterrunde erstmals eingesetzt. Anschließend ging es für ihn ab August 2020 per Leihe erst einmal in die zweite Liga, diesmal zum FC Vysočina Jihlava. Für die Folgesaison wurde er beim FK Pardubice untergebracht. Danach endete sein Vertrag bei Slavia und er wechselte ablösefrei zu Slovan Liberec. Im Januar 2024 nutzte Slavia Prag eine Rückkaufklausel und holte ihn für 250.000 € zurück, nur um ihn direkt für 530.000 € an Viktoria Pilsen abzugeben, wo er seitdem unter Vertrag steht.

### Nationalmannschaft
Mit der tschechischen U18 absolvierte er zwischen 2018 und 2019 einige Einsätze und kam später auch in der U19 in einigen Partien zum Einsatz. Mit der U21 nahm er an der Europameisterschaft 2023 teil.
Sein Debüt für die A-Nationalmannschaft hatte er am 7. Juni 2024 bei einem 7:1-Freundschaftsspielsieg über Malta, bei dem er zur 79. Minute für Mojmír Chytil eingewechselt wurde. Zuvor war er bereits für den finalen Kader für die Europameisterschaft 2024 nominiert worden.

## Privates
Die beiden Fußballspieler David und Martin Douděra sind seine Cousins. Zudem ist er der Neffe des Fußballtrainers Frantisek Douděra.